# Ernst Zehle
Hermann Wilhelm Ernst Zehle (né le 28 février 1876 à Hambourg, mort le 14 janvier 1940 à Berlin) un peintre, sculpteur, médailleur et militant engagé pour les droits des animaux allemand.

## Biographie
Son père Otto August Emil Zehle et son frère aîné Walter Zehle (1865-1940) sont sculpteurs.
Ernst Zehle étudie à l'académie des beaux-arts de Berlin auprès de Paul Friedrich Meyerheim et Woldemar Friedrich. Il se fait connaître du grand public en participant à la Grande exposition d'art de Berlin de 1909, 1913, 1915-1918 et 1925. Les motifs montrent sa proximité avec la nature.

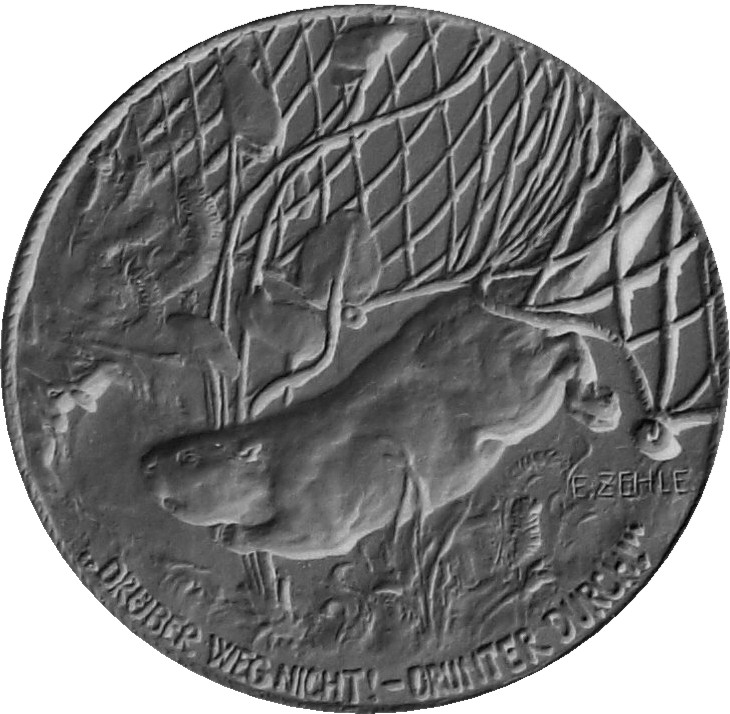
Médaille de 1916, : le castor (symbole du sous-marin marchand allemand Deutschland) plongeant sous des filets de pêche (symbole du blocus naval britannique).

L'intérêt pour le castor de l'Elbe (Castor fiber albicus) naît de visites d'étude répétées dans les forêts inondables du milieu de l'Elbe, qui sont aujourd'hui commémorées par un mémorial à Lödderitz. Le castor de l'Elbe apparaît comme sujet dans des peintures, des sculptures et sur une médaille. En 1924, Zehle publie dans une revue spécialisée un appel à sauver cet animal en voie de disparition. En 1922, Ludwig Heck, alors directeur du zoo de Berlin, félicite Ernst Zehle pour ses représentations détaillées.
Après sa mort à Berlin, son urne est enterrée au cimetière forestier de Lödderitz (de).